# Anamenia farcimen
Anamenia farcimen is een Solenogastressoort uit de familie van de Strophomeniidae. De wetenschappelijke naam van de soort is voor het eerst geldig gepubliceerd in 1911 door Heath.